# Élections législatives de 1885 dans les Bouches-du-Rhône
Les élections législatives de 1885 ont eu lieu les 4 et 18 octobre 1885.

## Députés élus
|   | Député élu          |  | Groupe parlementaire |
| - | ------------------- |  | -------------------- |
| 1 | Paul Peytral        |  | Extrême gauche       |
| 2 | Félix Granet        |  | Gauche radicale      |
| 3 | Victor Leydet       |  | Extrême gauche       |
| 4 | Camille Pelletan    |  | Extrême gauche       |
| 5 | Clovis Hugues       |  | Extrême gauche       |
| 6 | Joseph Chevillon    |  | Extrême gauche       |
| 7 | Jean-Baptiste Pally |  | Extrême gauche       |
| 8 | Antide Boyer        |  | Extrême gauche       |

## Résultats à l'échelle du département

### Moyenne par liste
| Listes         | Listes                    | Premier tour | Premier tour | Deuxième tour, | Deuxième tour, | Sièges |
| Listes         | Listes                    | Voix         | %            | Voix           | %              | Sièges |
| -------------- | ------------------------- | ------------ | ------------ | -------------- | -------------- | ------ |
|                | Liste radicale-socialiste | 32 517       | 38,06        | 48 354         | 52,08          | 8      |
|                | Liste conservatrice       | 25 963       | 30,39        | 31 801         | 34,25          | 0      |
|                | Liste républicaine        | 17 136       | 20,06        | Se retire      | Se retire      | 0      |
|                | Liste socialiste          | 563          | 0,66         |                |                | 0      |
|                |                           |              |              |                |                |        |
| Inscrits       | Inscrits                  | 139 346      | 100,00       | 139 346        | 100,00         | 8      |
| Votants        | Votants                   | 86 260       | 61,90        | 93 426         | 67,05          |        |
| Abstention     | Abstention                | 53 086       | 38,10        | 45 920         | 32,95          |        |
| Blancs et nuls | Blancs et nuls            | 828          | 0,96         | 581            | 0,62           |        |
| Exprimés       | Exprimés                  | 85 432       | 99,04        | 92 845         | 99,38          |        |

### Par candidats
| Candidat       | Candidat            | Tendance            | Premier tour | Premier tour | Deuxième tour, | Deuxième tour, |
| Candidat       | Candidat            | Tendance            | Voix         | %            | Voix           | %              |
| -------------- | ------------------- | ------------------- | ------------ | ------------ | -------------- | -------------- |
|                | Paul Peytral        | Républicain radical | 40 474       | 47,38        | 56 173         | 60,50          |
|                | Félix Granet        | Républicain radical | 39 234       | 45,92        | 55 770         | 60,07          |
|                | Victor Leydet       | Républicain radical | 38 972       | 45,62        | 55 750         | 60,05          |
|                | Camille Pelletan    | Républicain radical | 37 473       | 43,86        | 55 278         | 59,54          |
|                | Clovis Hugues       | Socialiste          | 36 038       | 42,18        | 54 808         | 59,03          |
|                | Joseph Chevillon    | Républicain radical | 34 252       | 40,09        | 54 763         | 58,98          |
|                | Jean-Baptiste Pally | Républicain radical | 33 693       | 39,44        | 54 287         | 58,47          |
|                | Antide Boyer        | Socialiste          | 30 737       | 35,98        | 52 593         | 56,65          |
|                |                     |                     |              |              |                |                |
|                | Arthur Le Mée       | Monarchiste         | 30 536       | 35,74        | 37 246         | 40,12          |
|                | Louis Salvator      | Monarchiste         | 29 851       | 34,94        | 36 012         | 38,79          |
|                | Just Guigou         | Monarchiste         | 29 775       | 34,85        | 36 291         | 39,09          |
|                | Auguste Domergue    | Monarchiste         | 29 645       | 34,70        | 36 592         | 39,41          |
|                | Gaston De Saporta   | Monarchiste         | 29 566       | 34,61        | 36 237         | 39,03          |
|                | Louis Remacle       | Monarchiste         | 29 224       | 34,21        | 36 005         | 38,78          |
|                | Hélion de Barrême   | Monarchiste         | 29 108       | 34,07        | 36 025         | 38,80          |
|                | Gustave Luce        | Monarchiste         | 29 084       | 34,04        | 36 516         | 39,33          |
|                |                     |                     |              |              |                |                |
|                | Maurice Rouvier     | Républicain modéré  | 25 740       | 30,13        | Se retire      | Se retire      |
|                | Jules Deiss         | Républicain modéré  | 21 032       | 24,62        | Se retire      | Se retire      |
|                | Édouard Maglione    | Républicain modéré  | 19 345       | 22,64        | Se retire      | Se retire      |
|                | Houri Fouquier      | Républicain modéré  | 18 963       | 22,20        | Se retire      | Se retire      |
|                | Louis Guibert       | Républicain modéré  | 17 549       | 20,54        | Se retire      | Se retire      |
|                | Jacques Martin      | Républicain modéré  | 17 364       | 20,32        | Se retire      | Se retire      |
|                | Fernand Bouteille   | Républicain modéré  | 17 098       | 20,01        | Se retire      | Se retire      |
|                | Docteur Gay         | Républicain modéré  | 16 539       | 19,36        | Se retire      | Se retire      |
|                |                     |                     |              |              |                |                |
|                | Pierre Parich       | Socialiste          | 855          | 1,00         |                |                |
|                | Charles Lullier     | Socialiste          | 826          | 0,97         |                |                |
|                | Jules Guesde        | Socialiste          | 618          | 0,72         |                |                |
|                | Jean Lombard        | Socialiste          | 574          | 0,67         |                |                |
|                | Bernard Cadenat     | Socialiste          | 549          | 0,64         |                |                |
|                | Henri Cadenat       | Socialiste          | 541          | 0,63         |                |                |
|                | Baissat             | Socialiste          | 537          | 0,63         |                |                |
|                | Aristide Chrétien   | Socialiste          | 532          | 0,62         |                |                |
|                |                     |                     |              |              |                |                |
| Inscrits       | Inscrits            | Inscrits            | 139 346      | 100,00       | 139 346        | 100,00         |
| Votants        | Votants             | Votants             | 86 260       | 61,90        | 93 426         | 67,05          |
| Abstention     | Abstention          | Abstention          | 53 086       | 38,10        | 45 920         | 32,95          |
| Blancs et nuls | Blancs et nuls      | Blancs et nuls      | 828          | 0,96         | 581            | 0,62           |
| Exprimés       | Exprimés            | Exprimés            | 85 432       | 99,04        | 92 845         | 99,38          |